# Maghnijja (gmina)
Maghnijja (arab. مغنية; fr. Maghnia)  – jedna z 53 gmin w prowincji Tilimsan, w Algierii, znajdująca się w północno-zachodniej części prowincji, około 42 km na północny zachód od Tilimsan, graniczy z Marokiem. W 2008 roku gminę zamieszkiwało 114634 osób. Numer statystyczny gminy w Office National des Statistiques d'Algérie to 1327.